# 三頭政治

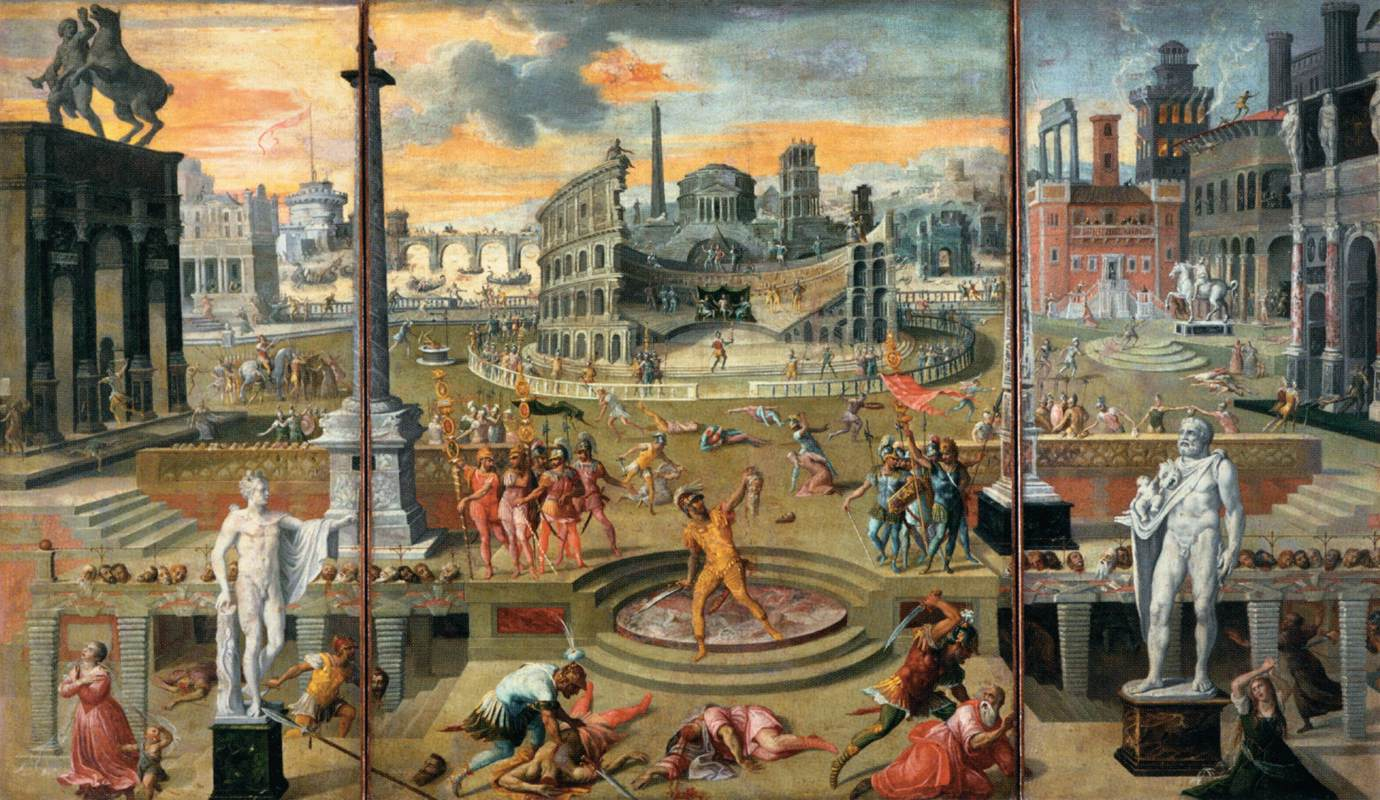
『三頭政治下の虐殺』（Les Massacres du Triumvirat）　フランス人画家アントワーヌ・カロンによる1566年の作

三頭政治（さんとうせいじ、ラテン語: triumviratus）は、共和政ローマ末期に現れた政治体制で、共和政から帝政に移行する間に生じた3人の実力者による寡頭政治体制。非公式な政治同盟として成立した第一回三頭政治と、正式な役職として成立した第二回三頭政治がある。
当時、三頭政治（triumviratus）と呼ばれたのは後者（第二回）のみで、後世になってから、さかのぼって前者（第一回）の方も三頭政治と呼ぶようになった。
また、3人で政権運営等を行う体制のことをソビエト連邦においてトロイカ体制と呼んだ。これはロシアの三頭立ての犬ぞりもしくは馬車をトロイカということが語源であるとされるが、実際はトロイカとは「ラテン語の3」が語源である。トロイカ体制の呼称もよく用いられる。
ローマ共和国でも採用された。

## 第一回三頭政治
第一回三頭政治はガイウス・ユリウス・カエサル、グナエウス・ポンペイウス、マルクス・リキニウス・クラッススの三者によって成立した。これは、あくまで非公式なものであり、当時は三頭政治（Triumviratus）という呼称はなかった。
オリエントを平定して凱旋したポンペイウスは元老院の対応に不満を持っていた。紀元前60年、カエサルは執政官への当選を果たすために、ポンペイウスおよびポンペイウスと不仲であった騎士階級（経済界）を代表し、スッラ派の重鎮でもあるクラッススの仲裁を諮ると共に3人の間の利害を一致させた。結果としてカエサルは執政官に当選を果たし、三頭政治が結成された。
成文化された協定が結ばれたものではない。ポプラレス（民衆派）として民衆から絶大な支持を誇るカエサル、元軍団総司令官として軍事力を背景に持つポンペイウス、経済力を有するクラッススの三者が手を組むことで、当時強大な政治力を持っていた元老院に対抗できる勢力を形成した。
3人はそれぞれの権益を満たし、元老院への対抗勢力となったが、紀元前54年にポンペイウスに嫁いだカエサルの娘ユリアが死去、紀元前53年にパルティア遠征に向かったクラッススがカルラエの戦いで敗死すると三頭政治は崩壊し、紀元前52年に三頭政治側の護民官プブリウス・クロディウス・プルケルの殺害でポンペイウスと元老院は互いに接近、紀元前49年にガリア戦争で成果を挙げたカエサルを警戒して元老院最終勧告を発令、以前からこの勧告の強制力を認めていなかったカエサルは従わず軍団を率いてイタリアへ侵攻、ローマ内戦が勃発した。ファルサルスの戦いで敗れたポンペイウスは紀元前48年にエジプトで暗殺され、他の元老院派もムンダの戦いで敗北し、ローマ内戦は終結したが、カエサルも紀元前44年に暗殺された。

## 第二回三頭政治
第二回三頭政治はカエサル暗殺後の動乱の中、いずれもカエサル派のガイウス・ユリウス・カエサル・オクタウィアヌス、マルクス・アントニウス、マルクス・アエミリウス・レピドゥスの三者によって成立した。第一回とは異なり、トリウムウィリ・レイ・プブリカエ・コンスティトゥエンダエ・コンスラリ・ポテスタテ（ラテン語: Triumviri Rei Publicae Constituendae Consulari Potestate、日本語訳：「コンスル（執政官）の職能を備える確立されるべき国家の三人官」「国家再建三人委員会」など）の名称で正式な公職として成立した。当時、三頭政治（Triumviratus）と呼ばれたのはこの第二回のみである。
終身独裁官となったカエサルが殺害されると、その後に権力を握ったのはカエサルの後継者たちであった。その中で、カエサルの遺書で後継者として指名されたオクタウィアヌス、カエサルの配下でガリア戦争やポンペイウスの内乱の鎮定などで活躍したアントニウス、カエサルの副官で最高神祇官のレピドゥスの3人が組んで第二回三頭政治が展開された。3人は国家再建三人委員に就任した。アントニウスの政敵マルクス・トゥッリウス・キケロはプロスクリプティオにより殺害され、カエサル暗殺の首謀者マルクス・ユニウス・ブルトゥス、ガイウス・カッシウス・ロンギヌスは共にフィリッピの戦いで三頭政治側に討たれるなど、共和政派の巨頭を次々と粛清していった。
この三頭体制は、カエサルによる第一回三頭体制が実力者同士の非公式の密約であったのと異なり、市民集会によって認定された正式な国家機関であった。しかし、そもそも元老院や共和派に対抗するための一時的な同盟関係という側面が強かったため、政敵が排除されると各自は次第に勢力を競い合うようになっていった。

## 執政政府
フランス革命末期、1799年11月9日のブリュメールのクーデターの後、ナポレオン・ボナパルトとエマニュエル＝ジョゼフ・シエイエスによって設立された執政政府（統領政府、Le Consulat, 1799年 - 1804年）はナポレオン、カンバセレス、ルブランの3人がコンスルとなった。この体制でもやがて第1コンスルであるナポレオンの独裁体制となり、のちの第一帝政を確立していった。